# 위차이 시와타나쁘라파
위차이 시와타나쁘라파(태국어: วิชัย ศรีวัฒนประภา, 1958년 4월 4일 ~ 2018년 10월 27일)는 태국의 기업인이었다. 태국의 면세점 킹 파워의 설립자다. 2018년 킹 파워 스타디움에서 헬리콥터 추락 사고로 사망하였다.